# لي هاي-جين
لي هاي-جين هي دراجة كورية جنوبية، ولدت في 23 يناير 1992 في غيونغي في كوريا الجنوبية.

## وصلات خارجية
- لي هاي-جين على موقع أرشيف الدراجات (الإنجليزية)
- لي هاي-جين على موقع CycleBase (الإنجليزية)
- لي هاي-جين على موقع أوليمبيديا (الإنجليزية)